# Biserica Vintilă Vodă din Popești-Leordeni
Biserica „Vintilă Vodă“, cu hramul Sfânta Alexandrina, este o construcție importantă al artei secolului al XVII-lea din vecinătatea Bucureștiului, aflată pe lista monumentelor istorice din Județul Ilfov (cod LMI IF-II-m-B-15308). 

## Amplasare
Clădirea este situată pe terasa sudică a Dâmboviței. Inițial a funcționat ca biserică parohială ortodoxă a fostului sat Popești-Români, actualmente parte a orașului Popești-Leordeni din județul Ilfov, pe strada Unirii nr. 26.

## Arhitectură
Biserica este reprezentativă pentru acea perioadă, fiind construită în manieră tradițională, după tipul bisericilor-paraclis al curților boierești, pe plan dreptunghiular, fără pridvor. Cu toate acestea se observă unele elemente de noutate, specifice perioadei de căutări în arhitectura bisericească de la sfârșitul secolului al XVII-lea, numită generic "perioada Cantacuzinilor".
Dimensiunile exterioare ale edificiului sunt de 18,50x7,50m cu pereți de cărămidă arsă având grosimea de 1m. Naosul și pronaosul au acoperișul sub formă de calote sferice. Absida este boltită tradițional, cu un mic cilindru urmat de o semi-calotă, ca noutate arhitectonică remarcându-se sprijinirea acesteia pe o consolă continuă.
Tot ca inovație, sau ca element innoitor, îl reprezintă zidul interior plin ce desparte naosul de pronaos la bisericile tradiționale, acum înlocuit cu un sistem primitiv de trei arcade, element arhitectonic ce avea să se impună mai târziu.
De remarcarcat este și scara ce duce la clopotniță amenajată în grosimea zidului nordic al pronaosului, ca la mai toate bisericile timpului, însă modul acesteia de desfășurare și lungimea acesteia o face inedită.

## Istoric
Numele sugerează că, pe locul actualei clădiri de cărămidă, ar fi fost o altă biserică sau construcție religioasă de lemn construită de voievodul Vlad-Vintilă de la Slatina, probabil în amintirea unchiului și predecesorului său pe tron, cel înecat în Dâmbovița "[...]la Popești, den jos de București[...]" (Radu Popescu "Istoriile domniilor Țării Românești" în "Cronicari munteni", vol.I, București, 1961, p.281). Totuși această ipoteză nu poate fi demonstrată, nici urmele arheologice de suprafață, nici documentele, nici măcar tradiția locală nu atestă deloc așa ceva, numele de "Vintilă Vodă" rămânând încă un mister. 
Ctitorul acestei biserici este marele vistiernic Hrizea Caridi, zis "din Popești", unicul fiul al lui Gheorghe Caridi (Karydis), marele vistiernic al voievodului Matei Basarab timp de 17 ani. După mamă, Hrizea vistiernicul din Popești, este descendent al unei mari familii nobiliare muntene, Sofica Șintescu fiind fiica marelui ban Radu Șintescu (Popescul). Aceasta îi lasă ca moștenire moșia Popești, din Ilfov, moșie de baștină a familiei Șintescu, atestată încă din secolul al XVI-lea.
Lucrările de construcție încep în timpul celei de a doua domnii a lui Grigore I Ghica (februarie 1672-noiembrie 1673), atunci când Hrizea, ca mare vistiernic și caimacam în lipsa voievodului plecat în campanie militară, era "atotputernic" în țară. 
După suirea pe tron a lui Gheorghe Duca, om de casă al cantacuzinilor și adversar al bălenilor, construcția la biserică este probabil oprită, iar Hrizea vistiernicul ia drumul pribegiei. Lucrările sunt reluate în anul 1675, când domnitorul Gheorghe Duca detensionează relațiile dintre familia Cantacuzino și familia Băleanu, arbitrând înțelept conflictele. Drept dovadă este atestarea din nou ca mare vistiernic a lui Hrizea Caridi. De altfel, în această perioadă, mai precis pe 25 septembrie 1676, biserica este gata, așa cu o arată pisania originală ce încă se păstrează deasupra intrării.
Documentele ulterioare nu mai atestă biserica până în anii 1889-1890, când proprietarul părții de sat pe care se afla monumentul, Alexandrina Hagi-Vasile, împreună cu medicul Ioan Nicolaescu și Demetriu Georgiescu, arendatorul moșiei, inițiază ample lucrări de refacere și restaurare a acestuia. Tot atunci s-a refăcut în totalitate decorația interioară, inclusiv pictura murală, așa cum o spun două inscripții aflate în pronaos.
Cutremurul din 1940 nu afectează decât partea superioară a clopotniței care va fi imediat refăcută.
În anii 1970-1971, preotul paroh Nicolae Turcu, inițiază câteva lucrări importante de refacere și învelire a acoperișului. Cu această ocazie este verificată originea unei mici turle octogonale de lemn aflate pe naos, ce s-a presupus inițial că ar fi fost rămășițe ale unei turle de zidărie distruse în timp și refăcută parțial. S-a constatat că nu poate fi vorba de o turlă ci de o construcție bizară, aparent o improvizație, datată posibil anterior refacerilor din anii 1889-1890.
Astăzi, biserica "Vintilă Vodă" este un monument important al patrimoniului românesc, ce ilustrează elocvent perioada tranziție și mari transformări în arta arhitectonică bisericească a sfârșitului de secol XVII, perioadă ce avea să preceadă și să anunțe stilul brâncovenesc.